# پسر گانگستر
پسر گنگستر (به انگلیسی: Gangster's Boy) یک فیلم آمریکایی به کارگردانی ویلیام نیگ در سال ۱۹۳۸میلادی تولید شده‌است.

## بازیگران
- جکی کوپر در نقش لری کلی
- رابرت وارویک در نقش تیم 'ناکلز' کلی
- لوسی گیلمن در نقش جولی دیویس
- لوئیز لوریمر در نقش مولی کلی
- تامی واندر در نقش بیل دیویس
- سلمر جکسون در نقش قاضی راجر دیویس
- بتی بلایت در نقش خانم دیویس
- هانتلی گوردون در نقش اصلی بنسون
- هربرت ایوانز در نقش استیونز (ساقی)
- ویلیام گولد به عنوان Dist. آتی ادوارد جیمسون
- جک کندی در نقش گروهبان
- بابی استون در نقش سالواتوره
- بایرون فولگر

## موسیقی متن
- "شکوفه‌ها در مهتاب" (نوشته شده توسط ادوارد جی کی)
- "Stop Beatin 'Round the Mulberry Bush" (نوشته شده توسط بکلی ریچنه و کلی بولاند)